# Национален координатор по киберсигурност
Националният координатор по киберсигурност е длъжност, създадена с решение на Министерския съвет на Република България на 2 април 2009 г.

## Права и задължения
- Осъществяване връзки със съответни подобни звена или структури в страните-партньори на България;
- Изготвяне на Национална стратегия за кибер-сигурност;
- Подобряване на информационния поток и международното сътрудничество с цел намаляване на рисковете за България както от чуждестранни атаки срещу критичната инфраструктура в България, така и от атака, произхождащи от територията на страната, но насочени срещу кибер-сигурността на други държави;
- Осигуряване експертна помощ на страните-партньори на България за подобряване и промени в законодателството по отношение на инкриминиране компютърните престъпления, борбата с кибер-тероризма и други.

## Връзки с други институции
Националният координатор по киберсигурност работи в сътрудничество с МВР, МВнР, МО, ДАНС и ДАИТС – в България, както и със сродни организации по света.

## История
За първи Национален координатор по киберсигурност е назначен Пламен Вачков. От септември 2014 г. този пост заема Георги Шарков.